# Serie B 1991-1992 (calcio femminile)
L'edizione 1991-1992 è stata la ventitreesima edizione del campionato di Serie B femminile italiana di calcio.

## Stagione

### Novità
Variazioni prima dell'inizio del campionato:
cambio di denominazione e sede:
- da "C.F. Endas Riva Club" a "C.F. Riva" di Riva del Garda,
- da "A.C.F. Pistoiese" di Pistoia ad "A.C.F. Agliana" di Agliana.

fusione:
- "A.C.S. Il Delfino" e "A.I.C.S. Mulinu Becciu" entrambe di Cagliari in "A.C.S. Delfino" di Cagliari.

hanno rinunciato al campionato di Serie B per iscriversi alla Serie C Regionale:
- "A.S. Acireale" di Acireale (2ª nel girone B della Serie B e perdente spareggio per terza promozione),
- "A.C.F. Salernitana" di Salerno (9ª nel girone B della Serie B);

ha rinunciato al campionato di Serie B (inattiva):
- "Quarticciolo Azzurra" di Roma (ammessa dalla Serie C laziale).

società non avente diritto ammessa in Serie B:
- "A.C.F. Porto Sant'Elpidio" di Porto Sant'Elpidio (12ª nel girone B della Serie B e retrocessa in Serie C Regionale).

### Formula
Vi hanno partecipato 30 squadre divise in due gironi. La prima classificata di ognuno dei due gironi viene promossa in Serie A, mentre la terza squadra promossa è stata determinata da uno spareggio in campo neutro tra le seconde classificate. Le ultime tre classificate di ciascun girone vengono retrocesse nei rispettivi campionati regionale di Serie C.

## Girone A

### Squadre partecipanti
| Club                     | Città                    | Stagione 1990-1991            |
| ------------------------ | ------------------------ | ----------------------------- |
| C.S.R. Azalee            | Gallarate                | 3º posto in Serie B/A         |
| Bologna C.F.             | Bologna                  | 9º posto in Serie B/A         |
| A.C.S. Delfino           | Cagliari                 | 11º posto in Serie B/A        |
| A.C.F. Derthona          | Tortona                  | 15º posto in Serie A          |
| Pol. Flumini             | Quartu Sant'Elena        | 1º posto in Serie C Sardegna  |
| G.E.A.S. Sez. C.F.       | Sesto San Giovanni       | 3º posto in Serie B/A         |
| A.C.F. Inter             | Bresso                   | 1º posto in Serie C Lombardia |
| A.C.F. Lugo              | Lugo                     | 8º posto in Serie B/A         |
| A.F. Calcio Milan        | Milano                   | 7º posto in Serie B/A         |
| Pol. Real Torino         | Torino                   | 6º posto in Serie B/A         |
| C.F. Riva                | Riva del Garda           | 3º posto in Serie B/A         |
| U.S.C.F. Rossiglionese   | Rossiglione              | 1º posto in Serie C Liguria   |
| U.S. San Secondo         | San Secondo di Pinerolo  | in Serie C Piemonte           |
| A.C.F. Santarcangelo     | Santarcangelo di Romagna | in Serie C Emilia Romagna     |
| A.C.F. Spinettese        | Spinetta Marengo         | 10º posto in Serie B/A        |
| U.S.C.F. Vittorio Veneto | Vittorio Veneto          | 1º posto in Serie C Veneto    |

### Classifica finale
|  | Pos. | Squadra         | Pt | G  | V  | N  | P  | GF | GS  | DR  |
|  | ---- | --------------- | -- | -- | -- | -- | -- | -- | --- | --- |
|  | 1.   | G.E.A.S.        | 48 | 30 | 20 | 8  | 2  | 71 | 17  | +54 |
|  | 2.   | Bologna CF      | 44 | 30 | 18 | 8  | 4  | 74 | 19  | +55 |
|  | 3.   | Riva del Garda  | 39 | 30 | 15 | 9  | 6  | 42 | 21  | +21 |
|  | 4.   | ACF Milan       | 34 | 30 | 13 | 8  | 9  | 53 | 27  | +26 |
|  | 4.   | Vittorio Veneto | 34 | 30 | 13 | 8  | 9  | 53 | 37  | +16 |
|  | 4.   | Real Torino     | 34 | 30 | 11 | 12 | 7  | 47 | 34  | +13 |
|  | 4.   | San Secondo     | 34 | 30 | 13 | 8  | 9  | 30 | 28  | +2  |
|  | 8.   | Lugo            | 31 | 30 | 12 | 7  | 11 | 52 | 38  | +14 |
|  | 8.   | Azalee          | 31 | 30 | 12 | 7  | 11 | 51 | 41  | +10 |
|  | 10.  | Rossiglionese   | 28 | 30 | 9  | 10 | 11 | 37 | 35  | +2  |
|  | 11.  | Spinettese      | 26 | 30 | 9  | 8  | 13 | 33 | 50  | -17 |
|  | 12.  | Delfino         | 24 | 30 | 9  | 6  | 15 | 36 | 49  | -13 |
|  | 13.  | Santarcangelo   | 22 | 30 | 7  | 8  | 15 | 43 | 61  | -18 |
|  | 14.  | Inter (-1)      | 17 | 30 | 6  | 6  | 18 | 21 | 55  | -34 |
|  | 14.  | Flumini         | 17 | 30 | 5  | 7  | 18 | 28 | 68  | -40 |
|  | 16.  | Derthona        | 16 | 30 | 5  | 6  | 19 | 31 | 122 | -91 |

Legenda:
      Promossa in Serie A
 Ammessa al play-off promozione
      Retrocessa in Serie C
Note:
Due punti a vittoria, uno a pareggio, zero a sconfitta.
L'Inter ha scontato 1 punto di penalizzazione per una rinuncia.

## Girone B

### Squadre partecipanti
| Club                      | Città                    | Stagione 1990-1991          |
| ------------------------- | ------------------------ | --------------------------- |
| A.C.F. Agliana            | Agliana                  | 3º posto in Serie B/B       |
| A.C.F. Ancosped           | Ancona                   | 1º posto in Serie C Marche  |
| Arezzo C.F.               | Arezzo                   | 3º posto in Serie B/B       |
| A.C.F. Caivano            | Caivano                  | 5º posto in Serie B/B       |
| A.C.F. Casertana          | Caserta                  | in Serie C Campania         |
| A.S. Fiamma Roma          | Roma                     | 10º posto in Serie B/B      |
| A.S.F. Francavilla C.F.   | Francavilla al Mare      | 1º posto in Serie C Abruzzo |
| S.S. Ideal Club Incisa    | Incisa in Val d'Arno     | 7º posto in Serie B/B       |
| C.F. Libertas Copertino   | Copertino                | 1º posto in Serie C Puglia  |
| A.C.F. Libertas Vasto     | Vasto                    | 8º posto in Serie B/B       |
| A.C.F. Napoli             | Napoli                   | in Serie C Campania         |
| A.C.F. Perugia            | Perugia                  | 6º posto in Serie B/B       |
| Picenum C.F.              | San Benedetto del Tronto | 10º posto in Serie B/B      |
| A.C.F. Porto Sant'Elpidio | Porto Sant'Elpidio       | 12º posto in Serie B/B      |
| S.C.F. Ulivetese 1984     | Uliveto Terme            | 1º posto in Serie C Toscana |
| C.F. Valmontone           | Valmontone               | 1º posto in Serie C Lazio   |

### Classifica finale
|  | Pos. | Squadra            | Pt | G  | V  | N  | P  | GF | GS  | DR  |
|  | ---- | ------------------ | -- | -- | -- | -- | -- | -- | --- | --- |
|  | 1.   | Agliana            | 50 | 30 | 22 | 6  | 2  | 78 | 19  | +59 |
|  | 2.   | Arezzo             | 46 | 30 | 19 | 8  | 3  | 71 | 18  | +53 |
|  | 3.   | ACF Perugia        | 40 | 30 | 15 | 10 | 5  | 59 | 29  | +30 |
|  | 3.   | ACF Napoli         | 40 | 30 | 15 | 10 | 5  | 53 | 34  | +19 |
|  | 5.   | Casertana          | 39 | 30 | 16 | 7  | 7  | 52 | 32  | +20 |
|  | 6.   | Fiamma Roma        | 34 | 30 | 13 | 8  | 9  | 44 | 36  | +8  |
|  | 7.   | Ideal Club Incisa  | 33 | 30 | 12 | 9  | 9  | 50 | 37  | +13 |
|  | 8.   | Libertas Vasto     | 32 | 30 | 13 | 6  | 11 | 41 | 35  | +6  |
|  | 9.   | Valmontone         | 31 | 30 | 12 | 7  | 11 | 31 | 33  | -2  |
|  | 10.  | Libertas Copertino | 27 | 30 | 7  | 13 | 10 | 45 | 44  | +1  |
|  | 11.  | Francavilla        | 26 | 30 | 11 | 4  | 15 | 33 | 41  | -8  |
|  | 12.  | Ancosped           | 25 | 30 | 7  | 11 | 12 | 32 | 41  | -9  |
|  | 13.  | Porto Sant'Elpidio | 23 | 30 | 7  | 9  | 14 | 37 | 47  | -10 |
|  | 14.  | Picenum            | 16 | 30 | 4  | 8  | 18 | 28 | 61  | -33 |
|  | 15.  | Ulivetese 1984     | 10 | 30 | 1  | 8  | 21 | 21 | 85  | -64 |
|  | 16.  | Caivano (-1)       | 7  | 30 | 2  | 4  | 24 | 18 | 101 | -83 |

Legenda:
      Promossa in Serie A
 Ammessa al play-off promozione
      Retrocessa in Serie C
Note:
Due punti a vittoria, uno a pareggio, zero a sconfitta.
Il Caivano ha scontato 1 punto di penalizzazione per una rinuncia.
La Casertana, l'Ancosped e il Francavilla hanno in seguito rinunciato al campionato di Serie B rimanendo inattive.
L'Arezzo è stato in seguito ammesso in Serie A 1992-1993 a completamento organici.
Il Picenum è stato in seguito riammesso in Serie B 1992-1993 a completamento organici.

## Spareggio promozione
Non essendo pari lo scambio promosse/retrocesse con la Serie A, per determinare la terza squadra promossa si disputò uno spareggio in campo neutro tra le seconde squadre classificate dei due gironi.
|            | Risultati       |        | Luogo e data               |
| ---------- | --------------- | ------ | -------------------------- |
| Bologna CF | ? - ? (5-4 dtr) | Arezzo | Serravalle, 26 aprile 1992 |
|            |                 |        |                            |

## Verdetti finali
- G.E.A.S., Agliana e Bologna promosse in Serie A.
- Inter, Flumini, Derthona, Picenum, Ulivetese 1984 e Caivano retrocesse nei rispettivi campionati regionali di Serie C.